# Чимера, Джейсон
Джейсон Чимера (англ. Jason Chimera; 2 мая 1979; Эдмонтон, Альберта, Канада) — канадский хоккеист, крайний нападающий клуба НХЛ «Анахайм Дакс».

## Карьера игрока

### Ранние годы
Чимера начинал играть в хоккей в Западной хоккейной лиге (WHL) за такие юниорские клубы как «Медисин-Хат Тайгерс» и «Брандон Уит Кингз».

### Клубная карьера
Джейсон был выбран на драфте НХЛ 1997 года под общим 121-м номером клубом из его родного города — «Эдмонтон Ойлерз», в основном из-за его выдающийся техники катания. В течение трех сезонов Чимера играл за фарм-клуб «Гамильтон Булдогс» в Американской хоккейной лиге (АХЛ). По итогам сезона 2001/02, который стал для него заключительным в составе этой команды, он был включен в символическую сборную АХЛ.
Хоккеист отыграл два сезона за «Эдмонтон Ойлерз», прежде чем в 2004 году был обменян в «Финикс Койотс». Из-за локаута в НХЛ 2004/05 Чимера отправился в Италию играть за клуб «Мастини Варезе». Так и не сыграв за «Койотс», в 2005 году он был обменян в «Коламбус Блю Джекетс» на Джеффа Сандерсона.
В «Блю Джекетс» Чимера преимущественно играл в нападении слева в третьем звене, в которое входили центрфорвард Мэнни Малхотра и правые нападающие Дэн Фриче или Тревор Летовски.
Сезон 2008/09 Джейсон начал в качестве ветерана, в звене которого числились новички Дерик Брассар и Якуб Ворачек.
28 декабря 2009 года Чимера был обменян в «Вашингтон Кэпиталз» на Криса Кларка и Милана Юрчину.
Во время локаута НХЛ 2012 года канадец выступал за чешский клуб «Пираты Хомутов», с которым сыграл 5 матчей.
В октябре 2013 года Департамент по безопасности хоккеистов НХЛ оштрафовал Чимеру на $ 4 487 за толчок на борт защитника «Эдмонтон Ойлерз» Джастина Шульца во время матча регулярного чемпионата.
8 ноября 2013 года клуб продлил с форвардом контракт ещё на два года, по которому Джейсон будет зарабатывать $ 2 млн в год.
В апреле 2016 года Департамент по безопасности игроков НХЛ оштрафовал нападающего на $ 5 тыс. за удар защитника «Филадельфия Флайерз» Шейна Гостисбеера концом клюшки. По условиям коллективного договора, деньги были направлены в фонд экстренной помощи хоккеистов.
После окончания контракта в статусе неограниченно свободного агента подписал 2-летний контракт с «Нью-Йорк Айлендерс» на сумму $ 4,5 млн. В дедлайн сезона 2017/18 был обменян в «Анахайм Дакс» на Криса Вагнера.

### Международная карьера
Принимал участие в чемпионате мира среди юниоров в 1999 году и завоевал в составе сборной Канады серебряную медаль.
В 2007 году выиграл с национальной командой мировое первенство, победив в финале сборную Финляндии - 4:2.
Серебряный призёр чемпионата мира в 2008 года, участник в чемпионата мира 2014 года.

## Статистика
| Легенда | Легенда                    | Легенда | Легенда                   | Легенда | Легенда    |
| ------- | -------------------------- | ------- | ------------------------- | ------- | ---------- |
| И       | Количество проведённых игр | Штр     | Штрафное время            | +/−     | Плюс-минус |
| Г       | Голы                       | П       | Голевые передачи          | О       | Очки       |
| -       | Статистика неизвестна      | —       | Статистика не учитывалась |         |            |